# Saint-Remy-le-Petit
Saint-Remy-le-Petit település Franciaországban, Ardennes megyében. Lakosainak száma 55 fő (2022. január 1.). Saint-Remy-le-Petit Bergnicourt, L’Écaille, Ménil-Lépinois és Isles-sur-Suippe községekkel határos.

## Népesség
A település népessége az elmúlt években az alábbi módon változott:
| Lakosok száma | 62   | 38   | 32   | 33   | 54   | 44   | 42   | 50   | 54   | 55   |
|               | 1968 | 1982 | 1990 | 2006 | 2013 | 2015 | 2017 | 2019 | 2020 | 2022 |